# 40. Touloni Ifjúsági Torna
A 2012-es Touloni Ifjúsági Torna a 40. kiírása a Touloni Ifjúsági Tornának, melyet 2012. május 23. és június 1. között rendeztek meg.

## Résztvevők
| - Egyiptom - Fehéroroszország - Franciaország (házigazda) - Japán | - Mexikó - Marokkó - Hollandia - Törökország |

## Helyszínek
A mérkőzéseket az alábbi régiókban rendeznek meg:
- Aubagne
- Avignon
- Hyères
- Le Lavandou
- La Seyne
- Nizza
- Saint-Raphaël

## Játékvezetők
| Afrika - Sham Omar - Mounir Mabrouk Ázsia - Yudai Yamamoto Közép-Amerika - Ricardo Arellano | Európa - Jérôme Nzolo - Siarhei Tsynkevich - Danny Makkelie |

## Eredmények
Minden időpont helyi idő szerinti. (CEST)

### Csoportkör

#### A csoport
| Csapat      | M | Gy | D | V | Rg | Kg | Gk | P |
| ----------- | - | -- | - | - | -- | -- | -- | - |
| Hollandia   | 3 | 2  | 0 | 1 | 6  | 3  | +3 | 6 |
| Törökország | 3 | 1  | 1 | 1 | 3  | 2  | +1 | 4 |
| Egyiptom    | 3 | 1  | 1 | 1 | 4  | 6  | –2 | 4 |
| Japán       | 3 | 1  | 0 | 2 | 5  | 7  | –2 | 3 |

| 2012. május 23. 17:45 (CEST) | Törökország                | 2 – 0   | Japán | Stade Perruc, Hyères Játékvezető: Jérôme Nzolo (belga) |
| 2012. május 23. 17:45 (CEST) | Oiwa 60' (öngól) Tozlu 74' | (0 – 0) |       | Stade Perruc, Hyères Játékvezető: Jérôme Nzolo (belga) |

| 2012. május 23. 20:00 (CEST) | Egyiptom | 0 – 3   | Hollandia                                | Stade Perruc, Hyères Játékvezető: Ricardo Arellano (mexikói) |
| 2012. május 23. 20:00 (CEST) |          | (0 – 1) | Barazite 23' Rienstra 67' ten Voorde 77' | Stade Perruc, Hyères Játékvezető: Ricardo Arellano (mexikói) |

| 2012. május 25. 17:45 (CEST) | Japán                            | 3 – 2   | Hollandia                 | Stade Perruc, Hyères Játékvezető: Siarhei Tsynkevich (fehérorosz) |
| 2012. május 25. 17:45 (CEST) | Saito 5' Ibusuki 43' Ogihara 73' | (1 – 1) | Gouriye 2' ten Voorde 46' | Stade Perruc, Hyères Játékvezető: Siarhei Tsynkevich (fehérorosz) |

| 2012. május 25. 20:00 (CEST) | Egyiptom  | 1 – 1   | Törökország | Stade de l'Estérel, Saint-Raphaël Játékvezető: Jérôme Nzolo (belga) |
| 2012. május 25. 20:00 (CEST) | Gábir 71' | (0 – 1) | Güral 4'    | Stade de l'Estérel, Saint-Raphaël Játékvezető: Jérôme Nzolo (belga) |

| 2012. május 27. 18:10 (CEST) | Japán         | 2 – 3   | Egyiptom                       | Le Grand Stade, Le Lavandou Játékvezető: Mounir Mabrouk (marokkói) |
| 2012. május 27. 18:10 (CEST) | Usami 41' 48' | (0 – 2) | Eid 31' Mohsen 37' Soliman 73' | Le Grand Stade, Le Lavandou Játékvezető: Mounir Mabrouk (marokkói) |

| 2012. május 27. 18:10 (CEST) | Hollandia  | 1 – 0   | Törökország | Stade Vallis Laeta, Le Lavandou Játékvezető: Ricardo Arellano (mexikói) |
| 2012. május 27. 18:10 (CEST) | Alberg 10' | (1 – 0) |             | Stade Vallis Laeta, Le Lavandou Játékvezető: Ricardo Arellano (mexikói) |

#### B csoport
| Csapat           | M | Gy | D | V | Rg | Kg | Gk | P |
| ---------------- | - | -- | - | - | -- | -- | -- | - |
| Franciaország    | 3 | 2  | 1 | 0 | 8  | 4  | +4 | 7 |
| Mexikó           | 3 | 2  | 0 | 1 | 7  | 7  | 0  | 6 |
| Marokkó          | 3 | 0  | 2 | 1 | 5  | 6  | -1 | 2 |
| Fehéroroszország | 3 | 0  | 1 | 2 | 1  | 5  | -4 | 1 |

| 2012. május 24. 17:45 (CEST) | Marokkó                             | 3 – 4   | Mexikó                                 | Stade De Lattre, Aubagne Játékvezető: Yudai Yamamoto (japán) |
| 2012. május 24. 17:45 (CEST) | Qasmi 28' Labyad 43' 79' (11-esből) | (1 – 2) | Feddal 7' (öngól) Fabián 34' 58' 80+3' | Stade De Lattre, Aubagne Játékvezető: Yudai Yamamoto (japán) |

| 2012. május 24. 20:00 (CEST) | Fehéroroszország      | 1 – 3   | Franciaország                          | Stade De Lattre, Aubagne Játékvezető: Danny Makkelie (holland) |
| 2012. május 24. 20:00 (CEST) | Drahun 49' (11-esből) | (0 – 1) | de Préville 8' Mulumba 59' Makengo 72' | Stade De Lattre, Aubagne Játékvezető: Danny Makkelie (holland) |

| 2012. május 26. 17:45 (CEST) | Fehéroroszország | 0 – 0 | Marokkó | Stade du Ray, Nizza Játékvezető: Sham Omar (egyiptomi) |
| 2012. május 26. 17:45 (CEST) |                  |       |         | Stade du Ray, Nizza Játékvezető: Sham Omar (egyiptomi) |

| 2012. május 26. 20:00 (CEST) | Franciaország                         | 3 – 1   | Mexikó     | Stade du Ray, Nizza Játékvezető: Yudai Yamamoto (japán) |
| 2012. május 26. 20:00 (CEST) | Germain 9' de Préville 13' Landre 60' | (2 – 1) | Fabián 35' | Stade du Ray, Nizza Játékvezető: Yudai Yamamoto (japán) |

| 2012. május 28. 18:00 (CEST) | Fehéroroszország | 1 – 2   | Mexikó           | Le Grand Stade, Le Lavandou Játékvezető: Sham Omar (egyiptomi) |
| 2012. május 28. 18:00 (CEST) | Sivakov 44'      | (0 – 0) | Fabián 59' 80+3' | Le Grand Stade, Le Lavandou Játékvezető: Sham Omar (egyiptomi) |

| 2012. május 28. 18:00 (CEST) | Franciaország                     | 2 – 2   | Marokkó                 | Stade Marquet, La Seyne Játékvezető: Danny Makkelie (holland) |
| 2012. május 28. 18:00 (CEST) | Trebel 23' Makengo 51' (11-esből) | (1 – 0) | Frikeche 54' Feddal 71' | Stade Marquet, La Seyne Játékvezető: Danny Makkelie (holland) |

### Egyenes kieséses szakasz
|  |                     |               |             |                    |   |        |        |       |
|  | Elődöntők           | Elődöntők     | Elődöntők   |                    |   | Döntő  | Döntő  | Döntő |
|  | Elődöntők           | Elődöntők     | Elődöntők   |                    |   | Döntő  | Döntő  | Döntő |
|  | május 30. – Avignon |               |             |                    |   |        |        |       |
|  |                     |               |             |                    |   |        |        |       |
|  | Hollandia           | Hollandia     | 2           |                    |   |        |        |       |
|  | Hollandia           | Hollandia     | 2           | június 1. – Hyères |   |        |        |       |
|  | Mexikó              | Mexikó        | 4           |                    |   |        |        |       |
|  | Mexikó              | Mexikó        | 4           |                    |   | Mexikó | Mexikó | 3     |
|  | május 30. – Avignon |               |             |                    |   | Mexikó | Mexikó | 3     |
|  |                     |               | Törökország | Törökország        | 0 |        |        |       |
|  | Franciaország       | Franciaország | Törökország | Törökország        | 0 | 0      |        |       |
|  | Franciaország       | Franciaország |             |                    |   |        |        |       |
|  | Törökország         | Törökország   | 1           |                    |   |        |        |       |
|  | Törökország         | Törökország   | 1           | Bronzmérkőzés      |   |        |        |       |
|  |                     |               |             |                    |   |        |        |       |
|  | június 1. – Hyères  |               |             |                    |   |        |        |       |
|  |                     |               |             |                    |   |        |        |       |
|  | Hollandia           | Hollandia     | 3           |                    |   |        |        |       |
|  | Hollandia           | Hollandia     | 3           |                    |   |        |        |       |
|  | Franciaország       | Franciaország | 2           |                    |   |        |        |       |
|  | Franciaország       | Franciaország | 2           |                    |   |        |        |       |

#### Elődöntők
| 2012. május 30. 17:30 (CEST) | Hollandia          | 2 – 4   | Mexikó                                         | Parc des Sports, Avignon Játékvezető: Siarhei Tsynkevich (fehérorosz) |
| 2012. május 30. 17:30 (CEST) | van Haaren 10' 19' | (2 – 1) | Herrera 14' Ramírez 52' Jiménez 54' Fabián 78' | Parc des Sports, Avignon Játékvezető: Siarhei Tsynkevich (fehérorosz) |

| 2012. május 30. 20:00 (CEST) | Franciaország | 0 – 1   | Törökország         | Parc des Sports, Avignon Játékvezető: Mounir Mabrouk (marokkói) |
| 2012. május 30. 20:00 (CEST) |               | (0 – 1) | Köse 19' (11-esből) | Parc des Sports, Avignon Játékvezető: Mounir Mabrouk (marokkói) |

#### 3. helyért
| 2012. június 1. 18:30 (CEST) | Hollandia                                | 3 – 2   | Franciaország               | Parc des Sports, Avignon Játékvezető: Ricardo Arellano (mexikói) |
| 2012. június 1. 18:30 (CEST) | Wijnaldum 3' Barazite 38' ten Voorde 80' | (2 – 0) | de Préville 73' Germain 79' | Parc des Sports, Avignon Játékvezető: Ricardo Arellano (mexikói) |

#### Döntő
| 2012. június 1. 21:00 (CEST) | Mexikó                          | 3 – 0   | Törökország | Parc des Sports, Avignon Játékvezető: Jérôme Nzolo (belga) |
| 2012. június 1. 21:00 (CEST) | Ramírez 26' Mier 71' Pulido 78' | (1 – 0) |             | Parc des Sports, Avignon Játékvezető: Jérôme Nzolo (belga) |

| 40. Touloni Ifjúsági Torna bajnoka: |
| ----------------------------------- |
| MEXIKÓ 1. cím                       |

## Külső hivatkozások
- A 40. Touloni Ifjúsági Torna hivatalos honlapja (franciául)